# Центральний департамент
Центральний департамент Гаїті (фр. Le département du Centre, гаїт. креол. Sant) — один з 10 департаментів Гаїті.
Розташовується в центральній частині країни, на кордоні з Домініканською республікою. Є єдиним департаментом Гаїті, який не має виходу до моря.
Площа становить 3487 км², населення 678 626 осіб (станом на 2009 рік). Адміністративний центр — місто Енш.
Тут розташовується озеро Пелігр, що виникло в результаті будівництва ГЕС на річці Артибоніт. Ця ГЕС є найбільшою на Карибських островах.

## Округи і комуни
Департамент поділяється на 4 округи та на 12 комун:
- Серса-ла-Сурс
  - Серса-ла-Сурс (Cerca-la-Source)
  - Томасік (Thomassique)
- Енш
  - Енш (Hinche)
  - Серса-Каважал (Cerca-Cavajal)
  - Маїсад (Maïssade)
  - Томонд (Thomonde)
- Ласкаобас
  - Ласкаобас (Lascahobas)
  - Белладер (Belladère)
  - Саванетт (Savanette)
- Міребале
  - Міребале (Mirebalais)
  - Со-Д'о (Saut-d'Eau)
  - Букан-Карре (Boucan-Carré)

| Гаїті | Це незавершена стаття з географії Гаїті. Ви можете допомогти проєкту, виправивши або дописавши її. |